# Nga Thiện
Nga Thiện là một xã thuộc huyện Nga Sơn, tỉnh Thanh Hóa, Việt Nam.

## Thông tin địa lý
Xã Nga Thiện có diện tích: 11,13 km². Theo Tổng điều tra dân số năm 1999, xã Nga Thiện có dân số 4.888 người. Đây là một trong những xã có mật độ dân số thấp nhất huyện.
Xã Nga Thiện nằm ở phía bắc huyện Nga Sơn. Địa giới hành chính như sau: 
- Phía đông giáp các xã Nga Điền và Nga Giáp, huyện Nga Sơn;
- Phía nam giáp xã Nga Trường, huyện Nga Sơn;
- Phía tây giáp xã Hà Vinh, huyện Hà Trung;
- Phía bắc giáp các xã Yên Đồng và Yên Thái, huyện Yên Mô thuộc tỉnh Ninh Bình.

Nga Thiện là một trong những xã có diện tích lớn nhất nhưng mật độ dân số lại thấp nhất huyện. Với vị trí nằm ở phía tây bắc huyện Nga Sơn, xã Nga Thiện có dãy núi Tam Điệp và sông Hoạt chạy ngang qua tạo ra địa hình khá đặc biệt. Phần phía bắc xã phần lớn là đồi núi dân cư thưa thớt,còn ở phía nam là đồng bằng màu mỡ dân cư tập trung đông. Nga Thiện cũng là xã có nhiều di tích danh lam thắng cảnh trong đó có 3 di tích được xếp hạng di tích lịch sử văn hóa Quốc Gia gồm Động Từ Thức, Động Bạch Á và Cụm di tích Đền thờ nữ tướng Lê Thị Hoa
Từ xa xưa trên địa bàn xã này có tuyến kênh Nhà Lê nối từ  kinh đô Hoa Lư đến Đèo Ngang đi qua, là tuyến đường thủy đầu tiên trong lịch sử Việt Nam và được coi là tuyến đường Hồ Chí Minh trên sông vì những đóng góp cho các cuộc chiến tranh của người Việt (hiện là một đoạn của sông Hoạt theo tên gọi địa phương).

## Hành chính
Năm 1977, huyện Nga Sơn sáp nhập với huyện Hà Trung thành huyện Trung Sơn, xã Nga Thiện thuộc huyện Trung Sơn. Năm 1982 huyện Trung Sơn chia tách thành hai huyện như cũ, xã Nga Thiện lại thuộc huyện Nga Sơn.
Xã Nga Thiện ngày nay gồm các làng (thôn):